# Хальберштадт
Хальберштадт (нем. Halberstadt, н.-нем. Halverstidde) — город в Германии, в земле Саксония-Анхальт. Входит в состав района Гарц. Население составляет 40 256 человек (на 31 декабря 2018 года). Занимает площадь 142,98 км². Официальный код — 15 3 57 017.
Город подразделяется на 10 городских районов.

## История
Представитель лужицкой культуры из Halberstadt-Sonntagsfeld (Саксония-Анхальт, Германия), живший 1113—1021 лет до н. э., был носителем Y-хромосомной гаплогруппы R1a1a1b1a2-Z280 и митохондриальной гаплогруппы H23.

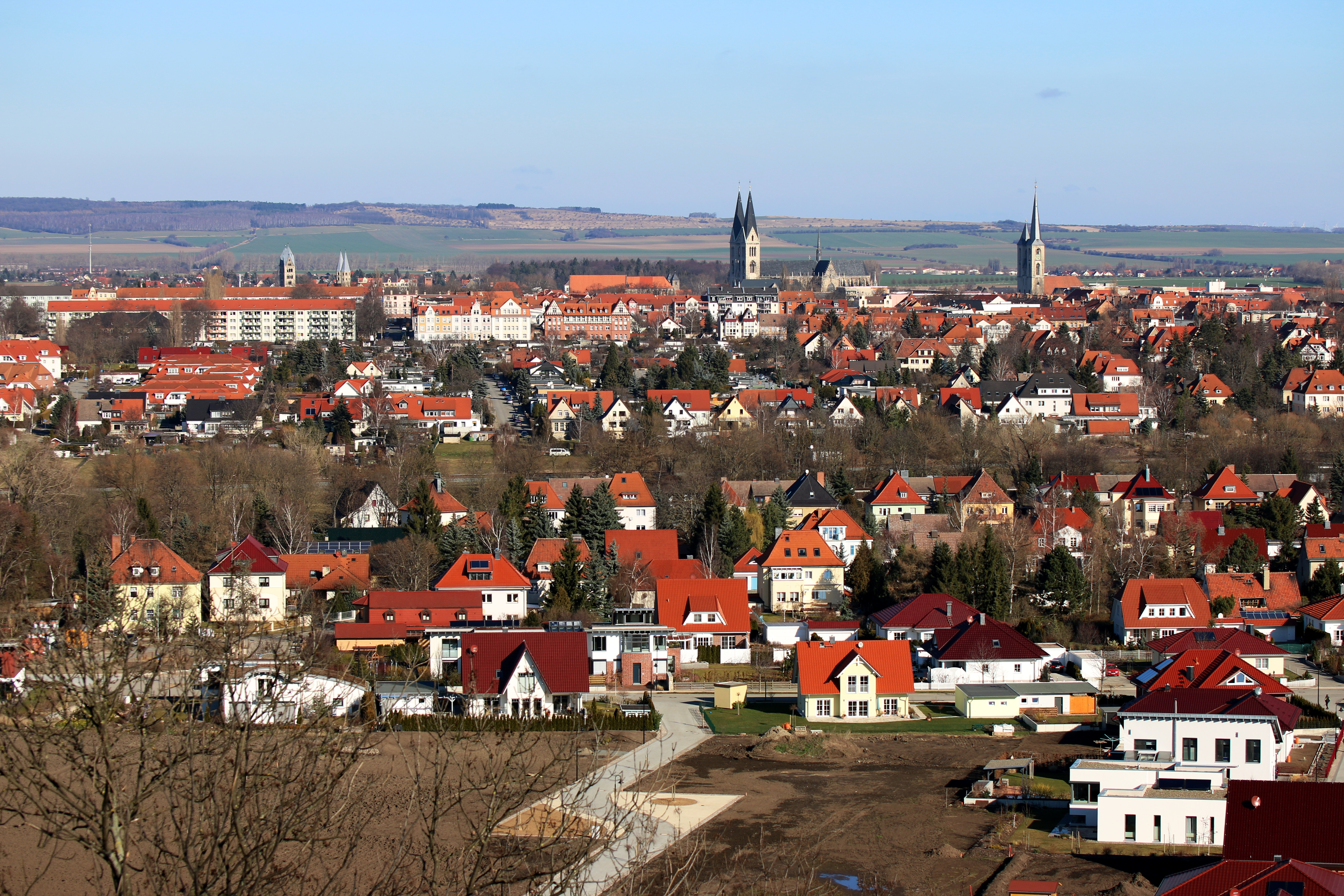
Панорама города

С IX века по 1807 год город являлся столицей одноимённого епископства, ставшего впоследствии княжеством.
В ходе Войны шестой коалиции Хальберштадт вошёл в военную историю благодаря успешной атаке отряда А. И. Чернышёва, который 13 мая 1813 года напал на находящийся в нём артиллерийский парк наполеоновских войск и, потеряв убитыми около сорока человек, захватил 14 орудий, 11 зарядных ящиков (остальные взорваны), значительный обоз с провиантом, около 800 лошадей и более 1000 пленных (среди которых был генерал Охс).
В 1815 году город был аннексирован Пруссией, принадлежал ей до объединения Германии в 1871 году, после чего принадлежал последней.
К концу XIX — началу XX века Хальберштадт имел довольно развитую для того времени промышленную инфраструктуру. Функционировали несколько фабрик и заводов; велась оживлённая торговля медью и другими продуктами горнодобывающей промышленности.

## Достопримечательности
Несмотря на значительные разрушения в ходе Второй мировой войны, в историческом центре Хальберштадта сохранилось около 450 фахверковых строений.
Важнейшие достопримечательности города расположены в районе Соборной площади (нем. Domplatz), с двух сторон ограниченной бывшим кафедральным собором свв. Стефана и Сикста и церковью Девы Марии (нем. Liebfrauenkirche). Наряду с соборным собранием интерес представляют естественно-научный Museum Heineanum, обладающий одной из крупнейших орнитологических коллекций Германии, дом-музей Глейма (нем. Gleimhaus), Музей Шраубе (нем. Schraube-Museum), представляющий жилую культуру рубежа XX века и Музей еврейский истории и культуры имени Беренда-Лемана (нем. Berend-Lehmann-Museum für jüdische Geschichte und Kultur).
13 апреля 2008 года во вновь открытой церковной сокровищнице (нем. Domschatz) из запасников был выставлен ранее практически неизвестный православным христианам реликварий с перстом Николая Чудотворца.

## Известные уроженцы и жители
- Борман, Альберт — адъютант Гитлера, брат Мартина Бормана.
- Борман, Мартин — начальник Партийной канцелярии НСДАП, нацистский преступник.
- Бредов, Асмус Эренрайх фон (1693—1756) — прусский военачальник.
- Бурхард (епископ Хальберштадта) — религиозный деятель и политик, герой одноимённой детской песни.
- Вейдлинг, Гельмут — генерал артиллерии, в апреле-мае 1945 г. командующий обороной и последний комендант Берлина.
- Гильдесхаймер, Азриэль — известный раввин, лидер немецкого еврейства.
- Клуге, Александр — писатель, кинорежиссёр.
- Маас, Иоганн Гебхард Эренрейх — философ, психолог.
- Пук, Карл Рудольф — художник.

## Фотографии

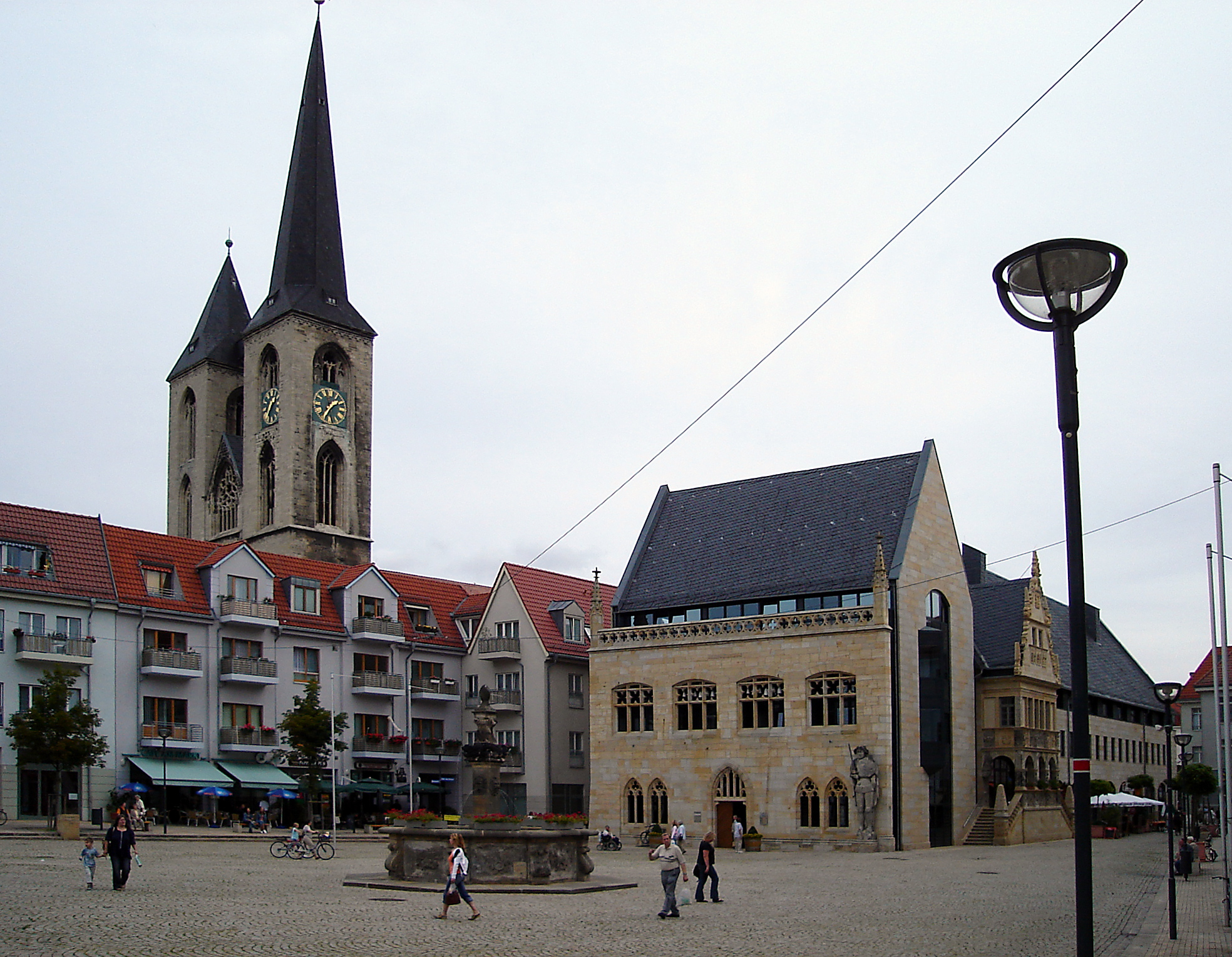
Ратуша
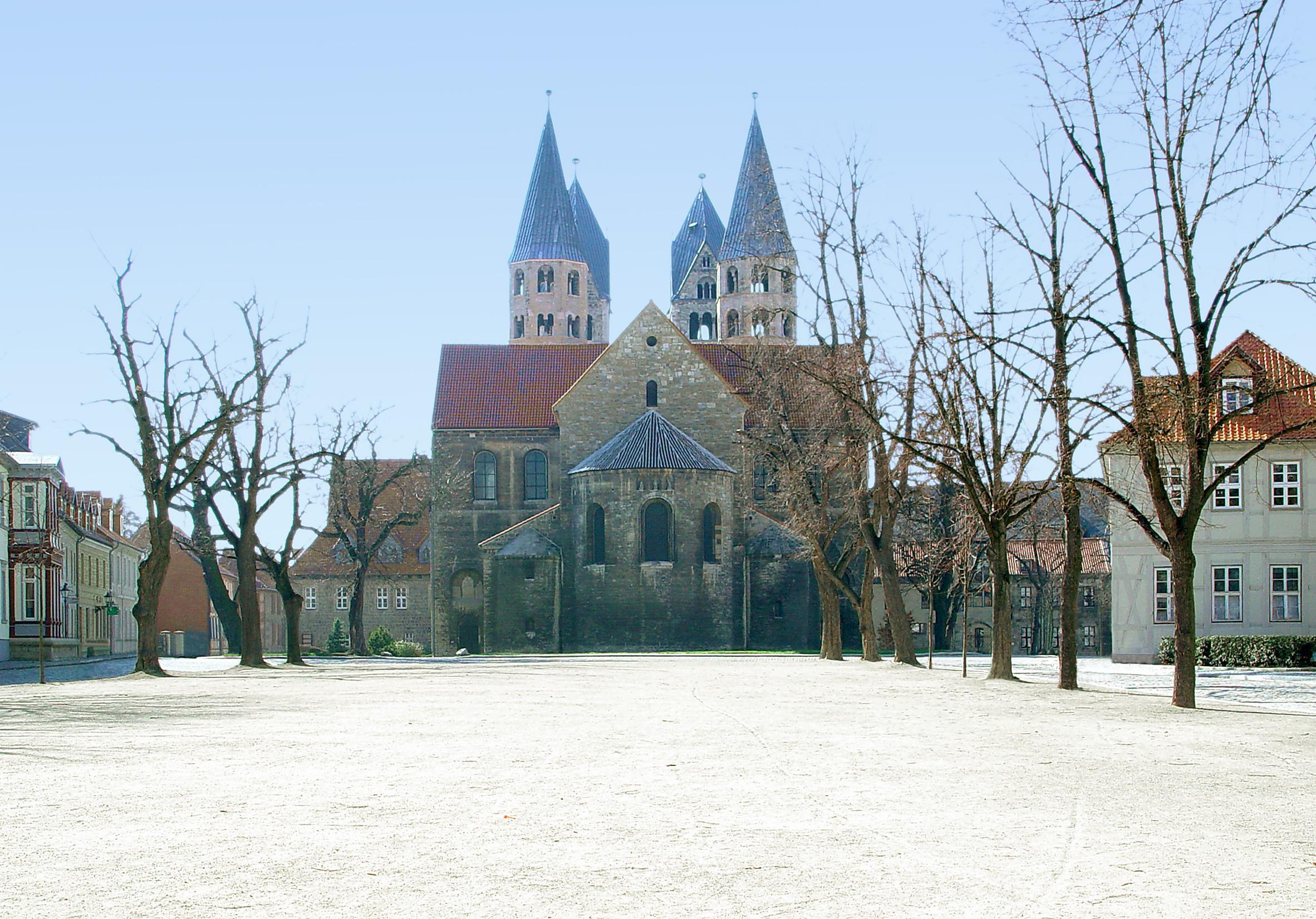
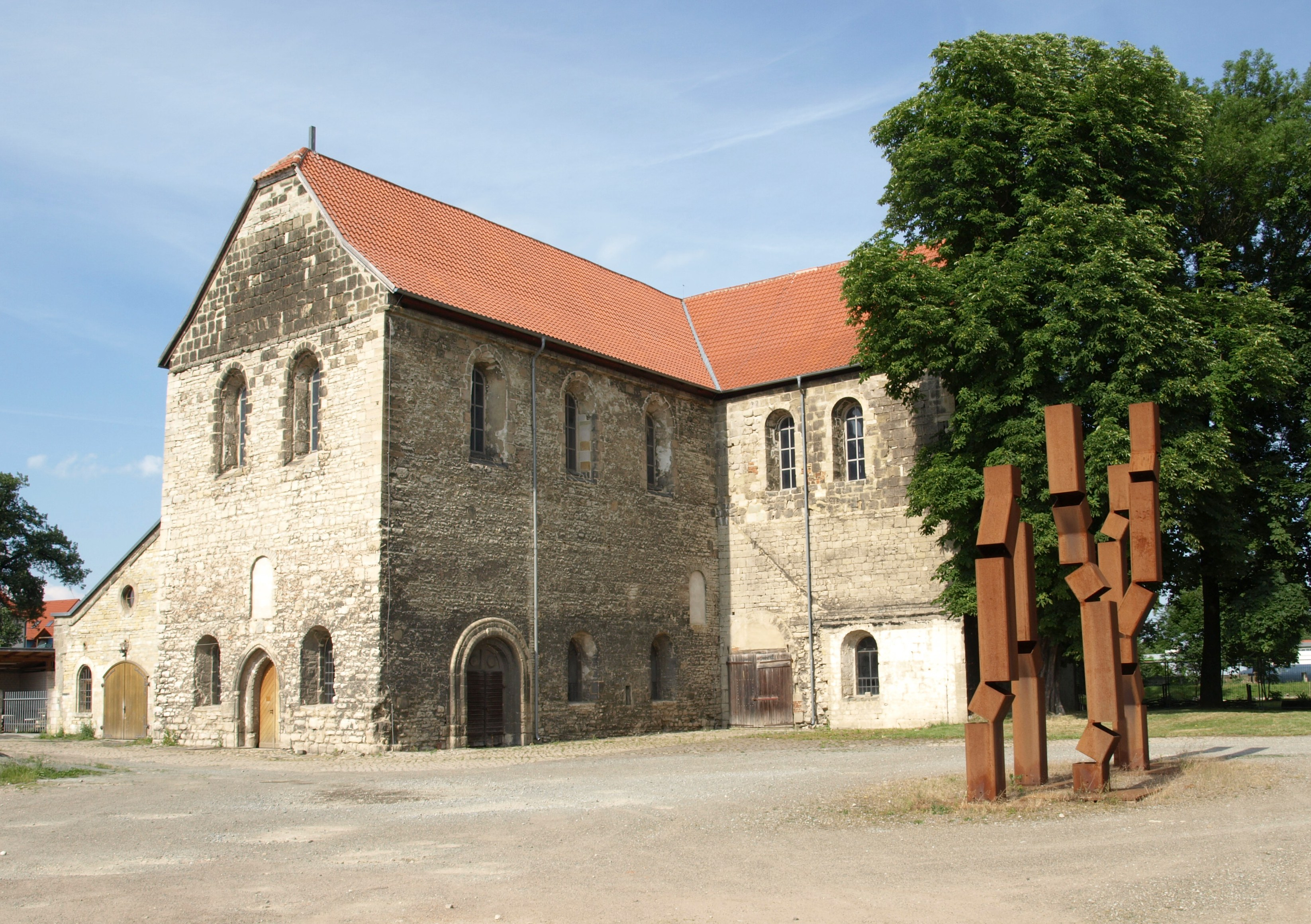
Церковь